# Brian Muir
Brian Muir (15 aprile 1952) è uno scultore britannico, che ha realizzato il celebre casco di Dart Fener basandosi sui disegni di Ralph McQuarrie per il film Guerre stellari del 1977.

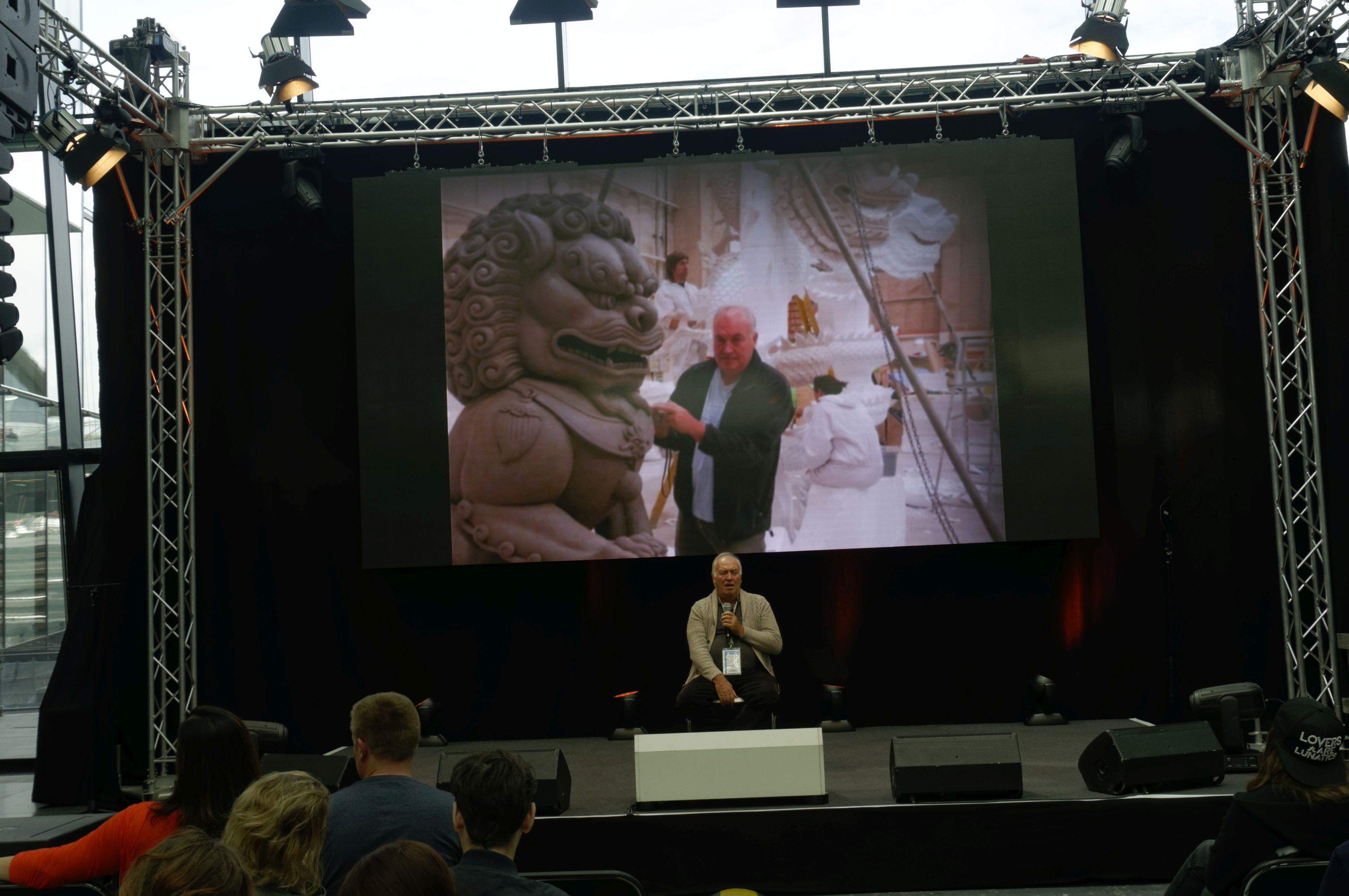
BrianMuir at the Comic Con Germany in Stuttgart 2017

È stato anche lo scultore delle armature degli Assaltatori di Guerre stellari (i caschi sono stati scolpiti da Liz Moore), ha inoltre realizzato le teste del Droide della Morte Nera e di CZ-3 e ha effettuato alcune rifiniture su D-3BO.
Oltre a Guerre stellari ha lavorato in molti altri film come Alien (per il quale ha concreato lo Space Jockey insieme a H. R. Giger) e I predatori dell'arca perduta (per il quale ha lavorato all'Arca dell'Alleanza).
Nel 2009 ha pubblicato la sua autobiografia dal titolo In the Shadow of Vader che racconta la sua esperienza nell'industria cinematografica.

## Filmografia
- Alexander
- Alien
- A View to a Kill
- Captain America: The First Avenger
- Captain Nemo and the Underwater City
- Clash of the Titans
- Crossed Swords
- Cutthroat Island
- Dark Shadows
- Die Another Day
- Dragonslayer
- Erik the Viking
- Excalibur
- For Your Eyes Only
- Gangster No. 1
- Golden Eye
- Guardians of the Galaxy
- Hanover Street
- Harry Potter and the Deathly Hallows
- Harry Potter and the Half Blood Prince
- Harry Potter and the Order of the Phoenix
- Harry Potter and the Prisoner of Azkaban
- Indiana Jones and the Last Crusade
- Indiana Jones and the Temple of Doom
- John Carter
- Krull
- Lara Croft: Tomb Raider
- Lara Croft Tomb Raider: The Cradle of Life
- Link
- Little Shop of Horrors
- Loch Ness
- Lost in Space
- Mission: Impossible
- Mortal Kombat
- Nijinsky
- Octopussy
- Planet of the Apes
- Raiders of the Lost Ark
- Return to Oz
- Sherlock Holmes II
- Silver Bears
- Sleepy Hollow
- Slipstream
- Snow White & the Huntsman
- Sphinx
- Star Wars: Episode I – The Phantom Menace
- Star Wars Episode IV: A New Hope
- Superman
- The Avengers
- The Curse of King Tut's Tomb
- The Dark Crystal
- The Eagle Has Landed
- The End of the Affair
- The Magical Legend of the Leprechauns
- The Martian Chronicles
- The Prince and the Pauper
- The Princess Bride
- The Railway Children
- The Razor's Edge
- The Saint
- The Spy Who Loved Me
- Tomorrow Never Dies
- Up Pompeii
- Willow
- Young Sherlock Holmes